# Limnonectes mawphlangensis
Limnonectes mawphlangensis é uma espécie de anfíbio da família Ranidae.
Pode ser encontrada nos seguintes países: Índia, possivelmente Butão e possivelmente em Nepal.
Os seus habitats naturais são: florestas subtropicais ou tropicais húmidas de baixa altitude, regiões subtropicais ou tropicais húmidas de alta altitude e rios.